# 圣莱昂
圣莱昂（法語：Saint-Léon，法語發音：[sɛ̃ leɔ̃]）是法国上加龙省的一个市镇，属于图卢兹区。

## 地理
圣莱昂（43°24'1"N, 1°33'39"E）面积24.21 平方千米，位于法国奧克西塔尼大區上加龙省，该省份为法国西南部内陆省份，西南端与西班牙接壤，自此顺时针与上比利牛斯省、热尔省、塔恩-加龙省、塔恩省、奥德省和阿列日省接壤。
与圣莱昂接壤的市镇（或旧市镇、城区）包括：贝尔贝兹德洛拉盖、艾涅、艾格维沃、欧拉涅、莫韦桑、蒙日斯卡尔、纳尤、努埃耶、普兹。

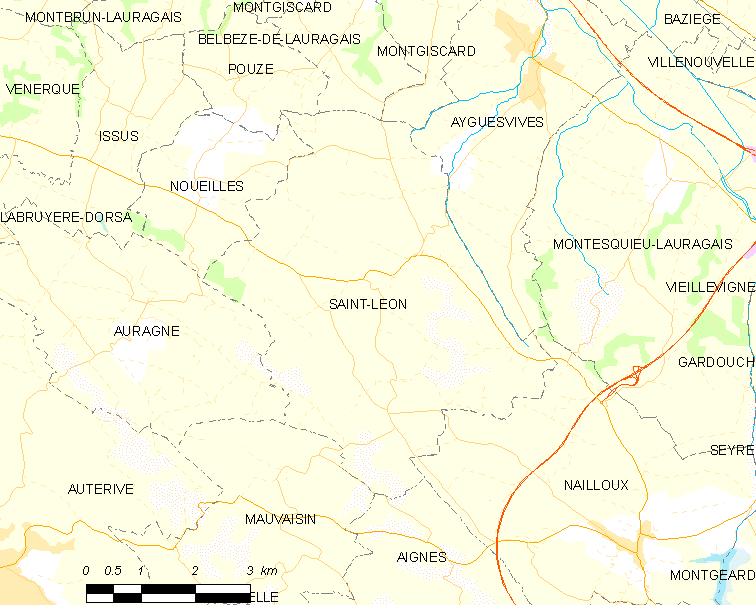
圣莱昂的OSM定位图

圣莱昂的时区为UTC+01:00、UTC+02:00（夏令时）。

## 行政
圣莱昂的邮政编码为31560，INSEE市镇编码为31495。

## 政治
圣莱昂所属的省级选区为埃斯卡尔康斯县。

## 人口

1962-2008年间圣莱昂人口变化图示

圣莱昂于2022年1月1日时的人口数量为1284人。